# San Pasquale a Chiaia (Nápoly)
A San Pasquale a Chiaia templom Nápolyban, a chiaiai tengerparton.

## Története
A 18. század közepén épült barokk stílusban, majd a későbbi átalakítások során neoklasszicista elemekkel is bővült. A görög kereszt alaprajzú templom belsőjét Giacinto Diano, Antonio Sarnelli valamint Giovan Battista Beinaschi alkotásai díszítik. A templomban őrzik az alcantárai szent Tarantói Egidius Mária ereklyéit.